# Bun B
Bun B, de son vrai nom Bernard Freeman, né le 19 mars 1973 à Port Arthur, au Texas, est un rappeur et producteur américain, membre du groupe UGK et cofondateur du label Trill Entertainment avec Pimp C.

## Biographie

### UGK
À la fin des années 1980, Pimp C lance le duo UGK. Il fait paraître une première démo intitulée Underground King sans Bun B. À la place, elle fait participer l'ami de Pimp C, Mitchell Queen. Bun B et son ami Jalon Jackson étaient membres d'un autre groupe, P.A. Militia. Les deux groupes s'associent et forment 4 Black Ministers. Queen et Jackson quitte ensuite le groupe laissant à Pimp C et Bun B le choix de reprendre le nom d'UGK.
La démo enregistrée par Pimp C avec Mitchell Queen, Underground King, attire l'attention d'un label basé à Houston appelé Bigtyme Records. Ils publient alors un extended play intitulé The Southern Way. Ce dernier attire l'attention du label Jive Records. Durant l'enregistrement de leur premier album, Too Hard to Swallow, la plupart des chansons se composaient d'insultes ; de ce fait, Bigtyme Records publie un extended play intitulé Banned avant la publication de l'album, composé de toutes les chansons trop explicites pour Too Hard to Swallow. La chanson Pocket Full of Stones devient la première d'UGK massivement diffusée aux États-Unis. Leur deuxième album, Super Tight..., suit en 1994. Leur troisième album, Ridin' Dirty, atteint la deuxième place des R&B Charts en 1996, et la 15e place du Billboard 200. Après la publication de leur quatrième album, Dirty Money, Pimp C est inculpé,.

### Trillet carrière solo
Séparé de son partenaire du groupe UGK, Chad « Pimp C » Butler, inculpé pour agression à l'arme blanche en 2002, Bun B participe à plusieurs albums d'autres rappeurs et publie en 2005 une intitulée Legends. Les singles en featuring avec Bun B incluent They Don't Know de Paul Wall, Gimme That de Webbie et I'm A G Yung Joc. Bun B participe à un documentaire intitulé Screwed In Houston produit par VBS/Vice. En octobre 2005, le premier album solo de Bun B, Trill, est publié. Il contient les singles Draped Up, Git It et Get Throwed. L'album atteint la sixième place du Billboard 200 et la première place des Top R&B/Hip Hop Albums.

### II TrilletTrill OG
À la suite du décès de Pimp C en 2007, Bun B revient à une carrière en solo. En 2008, il publie son deuxième album, II Trill. Le premier single s'intitule That's Gangsta en featuring avec Sean Kingston. Il débute deuxième du Billboard 200, avec 98 000 exemplaires écoulés. Les autres singles sont Damn I'm Cold en featuring avec Lil Wayne et You're Everything en featuring avec Rick Ross, David Banner, DJ Corbett et 8Ball & MJG. Le troisième album de Bun B s'intitule Trill OG. Lors d'un entretien avec MTV Live, Bun B annonce la participation de 2Pac à son album. L'album est distribué par Universal Music Group le 3 août 2010.

### Trill O.G: The Epilogue
Le 28 octobre 2011, une chanson intitulée The Life et produite par 14KT est publiée. Le 3 mars 2012, Bun B publie une chanson en featuring avec Royce da 5'9" et Redman intitulée Stop Playin' après avoir atteint 400 000 inscrits sur Twitter. Il ne prévoit pas d'inclure la chanson sur son prochain album.
Des rumeurs se répandent concernant le titre de son futur album, supposément intitulé Trill 4 Life et prévu pour 2013. Le 22 août 2013, Rap-a-Lot Records révèle la distribution de l'album par Sony et une date de sortie pour octobre 2013. L'album devrait faire participer Rick Ross et 2 Chainz. Le 4 octobre 2013, l'album est officiellement annoncé sous le titre de Trill O.G: The Epilogue et publié le 12 novembre 2013. L'album contient des chansons non incluses sur Trill O.G.. Il fait aussi participer Pimp C, 2 Chainz, Rick Ross, Lil Boosie, Kirko Bangz, Big K.R.I.T., Raekwon, Z-Ro et Devin The Dude,.
Bun B annonce sa tournée The Trillest Tour en janvier 2014. Le 30 janvier, il révèle tourner avec Kirko Bangz. La tournée est organisée du 6 mars au 17 avril 2014.

## Discographie

### Albums studio
- 2005 : Trill
- 2008 : II Trill
- 2010 : Trill O.G
- 2013 : Trill O.G: The Epilogue
- 2019 : TrillStatik (avec Statik Selektah)

### Singles
- 2005 : Draped Up (feat. Lil Keke)
- 2005 : Git It (feat. Ying Yang Twins)
- 2005 : Get Throwed (feat. Pimp C, Z-Ro, Young Jeezy & Jay-Z)
- 2008 : That's Gangsta (feat. Sean Kingston)
- 2008 : You're Everything (feat. Rick Ross, David Banner, 8Ball & MJG)
- 2010 : Countin' money (feat. Yo Gotti & Gucci Mane)
- 2010 : Trillionaire (feat. T-Pain)
- 2010 : Just Like That (feat. Young Jeezy)